# 女僕☆機關槍
《女僕☆機關槍》（日语：メイド☆マシンガン）是日本輕小說，將吉（化名為艾莉亞）著，安田典生負責繪製插畫。在Boiled Eggs Online連載。漫畫化進行中。

## 概要
這是一部以日記模式進行故事、以主角艾莉亞的視角所寫的輕小說。描寫女僕、女僕咖啡廳、秋葉原及日本ACG文化。
獲得《日刊秋葉原》的強力推薦。在asahi.com上被介紹為「女僕咖啡廳熱，秋葉原文學誕生？」。
但此作因為一開始為女僕日記，後來卻變成虛構小說而遭到批評。

## 登場角色
小南艾莉亞
主角，自稱18歲，國籍不明。非常喜歡女僕這個工作。在Boiled Eggs Online上寫下自己工作的日記。曾經在自己的留言本開過煩惱諮詢室，並很熱心地提供意見。
真琴
店長身兼女僕。平常面帶微笑且一副溫和的樣子，但是個錙銖必較、個性落差相當大的人。
雪乃
打扮成管家模樣的女僕，是個冷靜的人。腐女，假日會到池袋乙女路上大肆採購。
璐璐卡
店裡首屈一指的個性派。電波娘，平常會講一些難以理解的話。
切谷
店裡的新進男侍兼廚師，因為他店裡的女性顧客增多。臉上常掛著笑容，但進入這家店是另有目的。
小妻
店裡奇特的客人，在固定的時間到店裡、待固定的時間、只點咖啡，PDA中有秋葉原所有女僕咖啡廳每個女僕的資料。送給艾莉亞一隻1m高的泰迪熊（羅倫斯少佐）。
菜乃
曾為秋葉原女僕咖啡廳Cafe Mai:lish的女僕，身為前輩指導艾莉亞。

## 備註
1. ↑  真實存在於秋葉原的女僕咖啡廳。（（日語）Cafe Mai:lish Web）

## 外部連結
- 女僕☆機關槍最新情報[永久]（Boiled Eggs Online）（日語）